# Aubencheul-aux-Bois
Aubencheul-aux-Bois è un comune francese di 325 abitanti situato nel dipartimento dell'Aisne della regione dell'Alta Francia.

## Società

### Evoluzione demografica
Abitanti censiti